# 철학 탐구
《철학 탐구》(哲學探究, Philosophische Untersuchungen)는 루트비히 비트겐슈타인이 1953년에 독일어로 출판한 책이다.
이 책의 제1부는 비트겐슈타인이 1945년까지 써 두었던 것이다. 거기에 그의 사후에 남겨진 초고를 제2부로 첨가하여 출판되었다. 취급된 주제는 의미·이해·명제·논리학 등에 대한 개념, 수학의 기초, 의식의 상태, 기타 광범하지만 반드시 논리적 연관이 명백한 것만은 아니다.
비트겐슈타인은 《논리 철학 논고》를 출판한 후에 그 특징인 논리적 원자론이 너무나 기계적이라는 점을 반성하지 않을 수 없었다. 그래서 그 이론을 버리고 명제(문장, 판단, 인식, 어느 것이나 같다)는 그것이 사용되는 문맥(文脈)·맥락·상황·전후 관계와 그것이 사용되는 목적에 의해 의미있는 것이 되며, 기계적으로 논리적 원자인 원자적 명제로까지 분석(分析)·환원(還元)되는 것은 반드시 필요한 일이 아니라고 생각하게 되었다. 따라서 명제 사용이 그 안에서 행해지는 일상 언어의 분석이 중요한 과제가 된다. 철학자의 과제는 언어를 그 형이상학적 용법에서 일상적 용법으로 회복시키는 데 있다. 그래서 그는 철학의 언어 사용에 있어서의 모순·혼란·불명료성 등을 치료하는 데 노력했다. 그의 후기의 비교적 유연한 분석 태도는 협의의 분석철학파로서의 일상언어학파에 의해 계승된다.

## 텍스트
두 부분으로 나뉜다. 첫 번째 부분에서 주석은 거의 한 단락 이상이며 단락별로 순차적으로 번호가 매겨진다. 서문에서 비트겐슈타인은 자신의 요점을 통일된 작업으로 종합하지 못한 자신을 설명한다. 이 실패로 인해 그는 책의 구조가 "모든 방향으로 십자형 사고의 넓은 분야를 여행하도록 강요한다"라고 말한다. 그런 다음 비트겐슈타인은 첫 번째 부분에서 자신의 말을 "이 길고 복잡한 여행 과정에서 만들어진 여러 풍경 스케치"로 설명한다.
첫 번째 부분은 § 1에서 § 693까지의 단락으로 구성된다. 고백록에서 아우구스티누스의 언어 학습과 명시적 정의에 의한 언어 설명에 대한 비판으로 시작한다. 이 논의는 § 1에서 § 38까지를 차지한다. 그런 다음 그는 § 138에서 § 242까지의 규칙과 규칙 준수에 대해 논의한다. 사적 언어에 대한 비트겐슈타인의 주요 논의는 § 244에서 시작하여 § 271까지 계속된다. 측면을 보고 보는 것에 대한 논의는 § 398에서 시작하여 첫 번째 부분의 § 401까지 진행된다.
이 책의 두 번째 부분은 14개의 섹션으로 구성되어 있다. 비고는 더 길고 로마 숫자를 사용하여 번호가 매겨진다. 두 번째 부분의 비교적 특이한 특성은 비트겐슈타인이 첫 번째 부분에 다시 통합하려고 의도했을 수 있는 메모로 구성되어 있기 때문이다. 그가 사망한 후 이 텍스트는 첫 번째, 두 번째 및 세 번째 판에서 "파트 II"로 출판되었다. 그러나 이 자료에 대한 비트겐슈타인의 의도에 대한 지속적인 불확실성에 비추어, 제4판(2009)에서는 "파트 I"를 "철학 탐구"로, "파트 II"를 "심리학 철학 - 단편"으로 다시 제목을 변경했다.
전형적인 철학 텍스트는 철학적 문제를 제시하고, 그것을 해결하기 위한 다양한 대안적 접근법을 요약 및 비판하고, 그 접근법을 제시하고, 그 접근법에 찬성하는 논증을 한다. 대조적으로 비트겐슈타인의 책은 철학을 활동으로 취급하고 텍스트를 플라톤의 대화에서 대담자에게 질문하는 소크라테스의 방법과 유사한 대화로 제시한다. 그러나 소크라테스와 그의 대담한 사람의 이름이 언급된 플라톤의 대화와 달리 비트겐슈타인은 누구의 견해가 주장되고 있는지 또는 누구에게 언급되고 있는지 결코 명확하지 않다.

## 언어의 의미
언어와 의미의 어려움을 다룬다. 비트겐슈타인은 언어 도구가 근본적으로 단순하다고 보았고 철학자들이 언어를 오용하고 무의미한 질문을 함으로써 이 단순성을 모호하게 했다고 믿었다. 그는 조사에서 파리가 파리병에서 나오는 길을 보여주기 위해 노력했다.
비트겐슈타인은 단어의 의미는 언어 게임 내에서 단어가 이해되는 방식에 기초한다고 주장한다. 그의 주장에 대한 일반적인 요약은 의미가 사용이라는 것이다 . 의미의 사용 이론에 따르면 단어는 그 단어가 지정하는 대상이나 단어와 연관될 수 있는 정신적 표현에 의해 정의되는 것이 아니라 단어가 사용되는 방식에 따라 정의된다. 예를 들어, 이것은 선행 과 독립적으로 존재하는 선이라고 하는 것이 있다고 가정할 필요가 없음을 의미한다. 비트겐슈타인의 의미 사용 이론은 플라톤적 실재론 및 프레게의 뜻 및 지시체 개념과 대조된다. 이 주장은 일부 저자에 의해 "인류학적 전체론"으로 분류되었다.
비트겐슈타인은 언어가 세계의 대상을 지적하는 역할을 한다는 견해를 나타내는 아우구스티누스의 고백록에서 인용으로 철학적 탐구를 시작한다.
비트겐슈타인은 단어의 의미가 무엇인지 또는 의미가 어떻게 식별될 수 있는지에 대한 다양한 사고 방식을 거부한다. 그는 각각의 경우에 그 단어의 의미 가 그것을 사용하는 우리의 능력을 전제로 하는 방법을 보여준다. 그는 먼저 독자들에게 "게임"이라는 단어 의 정의를 생각해 내기 위해 사고 실험을 수행하도록 요청한다. 이것은 처음에는 간단한 작업처럼 보일 수 있지만, 그는 계속해서 "게임"이라는 단어의 가능한 정의 각각의 문제를 통해 우리를 안내한다. 어떤 정의도 우리를 불만족스럽게 만든다. 세계적인 수준의 체스 선수가 경험하는 감정은 아이들의 감정과 매우 다르기 때문이다. 경쟁에 초점을 맞춘 정의는 혼자 하는 게임을 설명하지 못할 것이다. 그리고 규칙에 중점을 둔 "게임"이라는 단어의 정의도 비슷한 어려움에 빠질 것이다.
비트겐슈타인은 정의가 그가 "삶의 형태"라고 부른 것, 대략적으로 그것이 사용되는 문화와 사회에서 나온다고 주장한다. 비트겐슈타인은 인지의 사회적 측면을 강조한다. 대부분의 경우 언어가 작동하는 방식을 보려면 특정 사회적 상황에서 언어가 작동하는 방식을 확인해야 한다.  "사자가 말할 수 있다면 우리는 그를 이해할 수 없다"는 비트겐슈타인의 타원형 논평을 설명하는 것은 언어가 이해 가능하게 된 사회적 배경에 주의를 기울이는 것에 대한 강조이다. 그러나 가상의 인물인 로빈슨 크루소와 관련된 사고 실험을 제안하면서 다른 사람이 없는 황량한 섬에서 난파된 선장, 비트겐슈타인은 언어가 모든 경우에 사회적 현상이 아님을 보여준다(대부분의 경우에 그렇다). 대신에 언어에 대한 기준은 교육, 설명, 기술 및 정확성 기준과 같은 일련의 상호 연관된 규범적 활동에 기반을 두고 있다. 요컨대, 언어는 공유 가능해야 하지만 이것이 언어가 실제로 이미 공유되어 작동한다는 것을 의미하지는 않다.

### 가족 유사성
올림픽 표적 사격은 게임이지만 유사한 활동(예: 군사용 예리한 사격)은 그렇지 않을까?  비트겐슈타인의 설명은 중요한 유추와 연결되어 있다. 우리가 아는 두 사람이 서로 관련이 있음을 어떻게 인식합니까? 우리는 비슷한 키, 몸무게, 눈 색깔, 머리카락, 코, 입, 말투, 사회적 또는 정치적 견해, 버릇, 신체 구조, 성 등을 볼 수 있다. 일치하는 항목이 충분하면 가족 유사성을 발견했다고 말한다. 이것이 항상 의식적인 과정은 아니라는 점에 유의하는 것이 중요할 수 있다. 일반적으로 특정 임계값에 도달할 때까지 다양한 유사성을 분류하지 않고 직관적으로 유사성을 볼 수 있다. 비트겐슈타인은 언어도 마찬가지라고 제안한다.
이것은 우리를 간접 의사소통에 대한 비트겐슈타인의 의존과 사고 실험에 대한 의존으로 돌아가게 한다. 어떤 철학적 혼란은 우리가 가족 유사성을 볼 수 없기 때문에 발생한다. 우리는 언어가 사용하는 모호하고 직관적인 규칙을 이해하는 데 실수를 했고, 그로 인해 우리 자신을 철학적 매듭에 묶었다. 그는 이러한 매듭을 풀기 위해서는 특정 위치의 문제를 지적하는 단순한 연역적 논증 이상의 것이 필요하다고 제안한다. 그 대신, 비트겐슈타인의 더 큰 목표는 가족의 유사성을 보는 직관적인 능력을 인식할 수 있을 만큼 충분히 오랫동안 철학적 문제에서 우리를 돌이키게 하는 것이다.

### 언어 게임
비트겐슈타인은 게임에 대한 이러한 논의를 언어 게임 의 핵심 개념으로 발전시켰다. 비트겐슈타인에게 언어 게임이라는 용어의 사용은 "언어를 말하는 것이 활동 또는 생명체의 일부라는 사실을 두드러지게 하기 위한 것"이다. 언어 게임의 중심 특징은 언어가 문맥 안에서 사용되고 그 언어는 문맥 밖에서는 이해할 수 없다는 것이다. 유명한 예는 "게임"이라는 단어의 의미이다. 우리는 보드 게임, 내기 게임, 스포츠, "전쟁 게임"과 같은 다양한 종류의 게임에 대해 이야기한다. 이들은 모두 "게임"이라는 단어의 다른 용도이다. 비트겐슈타인은 또한 느낌표, 명령, 요청 또는 질문에 대한 답변으로 사용할 수 있는 "물!"의 예를 제공한다. 단어의 의미는 그 단어가 사용되는 언어 게임에 따라 다르다. 비트겐슈타인이 요점을 제시하는 또 다른 방법은 "물"이라는 단어가 언어 게임 내에서 사용되는 것 외에는 의미가 없다는 것이다. 누군가가 당신에게 물 한 잔을 가져오도록 하는 명령으로 이 단어를 사용할 수 있다. 그러나 그것은 또한 누군가에게 물이 독이 있다는 것을 경고하는 데 사용될 수 있다. 비밀 사회의 구성원이 이 단어를 암호로 사용할 수도 있다.
비트겐슈타인은 언어 게임의 개념을 단어 의미에 적용하는 것을 제한하지 않다. 그는 또한 그것을 문장 의미에 적용한다. 예를 들어, "모세는 존재하지 않았다"(§79)라는 문장은 다양한 의미를 가질 수 있다. 비트겐슈타인은 사용과 별개로 문장은 아직 아무것도 '말하지' 않는다고 주장한다. 특정 목적에 중요하지 않다는 의미에서 '무의미'하다. 특정 사용 맥락 내에서 수정해야 의미가 있다. 따라서 문장 자체가 아직 특정 용도를 결정하지 않았기 때문에 아무 말도 하지 못한다. 문장은 무언가를 말할 때에만 의미가 있다. 예를 들어, "모세"라는 이름의 인물에 대한 일련의 설명에 맞는 인물이나 역사적 인물이 없다고 말하는 데 사용할 수 있다. 그러나 그것은 또한 이스라엘의 지도자가 모세라고 불리지 않았다는 것을 의미할 수도 있다. 또는 성경이 모세에 대해 언급하는 모든 것을 성취한 사람은 없었을 것이다. 따라서 문장이 의미하는 것은 사용 맥락에 따라 다르다.

## 규칙 및 규칙 따르기 (§138-242)
규칙 및 규칙 준수에 대한 비트겐슈타인의 논의는 § 138에서 § 242까지이다. 비트겐슈타인은 한 사람이 다른 사람에게 "특정 형성 규칙에 따라 일련의 기호를 기록하도록" 명령하는 예를 들어 규칙에 대한 논의를 시작한다. 일련의 기호는 자연수로 구성된다. 비트겐슈타인은 지시에 따라 숫자를 복사하고 일련의 숫자 구성을 이해함으로써 다음 순서를 구별한다. 비트겐슈타인이 자세히 고려하는 게임의 일반적인 특성 중 하나는 다음 규칙으로 구성되는 방식이다. 규칙은 명시적으로 정의할 수 있는 것이 아니라 가족을 구성한다. 결과적으로 규칙을 따르는 것이 무엇인지에 대한 명확한 설명을 제공하는 것은 불가능하다. 사실, 그는 행동의 과정은 어떤 특별한 규칙과 일치에게 할 수 있다고 주장한다, 따라서 규칙이 동작을 설명하기 위해 사용할 수 없다. 오히려 그 사람이 규칙을 따르고 있는지 아닌지는 그 행동이 그 사람이 관련된 특정 형태의 삶의 기대에 부합하는지 살펴봄으로써 결정되어야 한다. 규칙을 따르는 것은 사회 활동이다.

## 사적 언어 (§243-315)
비트겐슈타인은 또한 본질적으로 사적인 내용을 가진 사용자에게만 알려진 것들에 대해 이야기하는 언어의 가능성에 대해 숙고한다. 일반적인 예는 자신의 감각 및 기타 주관적 경험을 명명하는 언어의 경우이므로 용어의 의미는 개인에 의해 결정된다. 예를 들어, 개인은 특정 감각의 이름을 어떤 경우에는 'S(또는 E)'로 지정하고 그 단어를 사용하여 그 감각을 나타내려고 한다. 그러한 언어 비트겐슈타인은 사적 언어라고 부른다.
비록 비트겐슈타인이 사적 언어의 개념이 일관성이 없다고 분명히 주장하지만, 텍스트가 제시되는 방식 때문에 논증의 정확한 성격이 논란의 여지가 있다. 첫째, 그는 사적 언어가 실제로는 언어가 아니라고 주장한다. 이 점은 그의 후기 작품, 특히 '의미'에 대한 탐구의 다양한 주제와 밀접하게 연결되어 있다. 비트겐슈타인에게 "의미"라고 부를 수 있는 하나의 일관된 "샘플" 또는 "대상"은 없다. 오히려 그런 것들이 있다는 가정이 많은 철학적 혼란의 근원이 된다. 의미는 우리 삶의 구조에 짜여진 복잡한 현상이다. 비트겐슈타인의 요점에 대한 좋은 첫 번째 근사는 의미가 사회적 사건이라는 것이다. 의미는 언어 사용자 사이에서 발생한다. 결과적으로, 다른 사용자가 없는 상황에서 무언가를 의미하는 단어로 사적 언어에 대해 이야기하는 것은 의미가 없다.
요약하자면, 비트겐슈타인은 어떤 것이 언어라면 (논리적으로) 사적인 것이 될 수 없다고 주장한다. 그리고 어떤 것이 사적인 것이라면 그것은 언어가 아니다(그리고 될 수도 없다).

### 비트겐슈타인의 딱정벌레
비트겐슈타인이 사적 언어의 가능성에 반대하는 또 다른 요점은 딱정벌레 상자 사고 실험과 관련이 있다. 그는 독자들에게 각 사람이 "딱정벌레"라는 단어로 언급하려는 상자가 있다고 상상해 보라고 요청한다. 더 나아가, 아무도 다른 사람의 상자 안을 들여다볼 수 없고 각자 자신의 상자를 조사해야만 "딱정벌레"가 무엇인지 알 수 있다고 주장한다고 가정한다. 비트겐슈타인은 그러한 상황에서 "딱정벌레"라는 단어는 사물의 이름이 될 수 없다고 제안한다. 왜냐하면 각 사람이 상자에 완전히 다른 무언가를 가지고 있다고 가정한다고(또는 전혀) 단어의 의미가 바뀌지 않기 때문이다. 딱정벌레를 사적인 대상으로 "부적절한 것으로 간주하지 않는다". 따라서 비트겐슈타인은 우리가 어떤 것에 대해 이야기할 수 있다면 그것은 고려되는 의미에서 사적인 것이 아니라고 주장한다. 그리고 반대로, 우리가 무언가를 정말로 사적인 것으로 간주하면 그에 대해 이야기 할 수 없다는 결론이 나온다.